# ヨルムンガンド (漫画)
『ヨルムンガンド』は、高橋慶太郎による日本の漫画作品。『月刊サンデージェネックス』（小学館）にて2006年5月号から2012年2月号まで連載された。女武器商人ココ・ヘクマティアルの私兵少年兵ヨナ達の、鉄と火薬で出来た日々を描くガンアクション漫画。
第1話から第3話では大江英明、第4話では『ブラック・ラグーン』の軍事考証も手掛けている津久田重吾が「情報協力」としてクレジットされている。第2集の第8話では、作画協力として漫画家の秋月亮が参加。第3集より、『タクティカルロア』・『機動戦士ガンダムUC』などの設定考証を担当している白土晴一が情報・考証協力。第4集から、情報協力・考証に白土晴一、アシスタントに市川剛、ヘルプに秋月亮という制作態勢が確立された。
単行本の部数については、第7集オビ（初版）にて累計100万部を突破したことが公表された。その後、テレビアニメ版の放送開始直前時点で200万部を突破したことが報じられた。2021年11月時点でシリーズ累計部数は300万部を突破している。
2012年にテレビアニメ化され、第1期が同年4月から6月まで、第2期が10月から12月までそれぞれ放送された。

## あらすじ
両親を戦争で失い、兵器や武器に関する一切を憎む主人公の元少年兵ヨナは、神の悪戯か、若き武器商人の女性ココ・ヘクマティアルと、その部下である「ヒトクセもフタクセもあるが優秀な私兵8人」と世界各地を旅する事になる。
武器商人としてのビジネスと、そこに群がる敵の排除を重ねていくヨナ達だったが、その裏でココのある「計画」が浮かびあがってくる。

## 登場人物とその背景組織
初出時は名前の部分の写植をゴシック体で強調されている。
※声優はドラマCD版 / テレビアニメ版の順。1人だけ記載されている場合はテレビアニメ版のみの登場人物とする。

### 武器商ココ・ヘクマティアルとその私兵
親族が経営するHCLI社のヨーロッパ・アフリカ兵器運搬部門の一翼を担う。非常に裁量が大きく、ほとんどココの独断で行動している。作中の会話によると、経営上はココをオーナー、レームを社長とするPMCとなっている。
当初は思い思いの銃で武装していたが、後に使用弾薬（とその弾倉）を統一するため、マグプルMASADAとシグザウエルSP2022を支給した（ただし、SP2022は使用弾薬の統一のみが目的だったため、既にSP2022と同じ9x19mmパラベラム弾を使用する銃を使っている者は更新していない）。
（※注意事項：本項キャラクターの設定に関しては、『月刊サンデージェネックス』2006年12月号掲載の、連載前に作成されたと思しきキャラ表に基づくため、連載進行と共に変化した可能性がある）
ココ・ヘクマティアル（Koko Hekmatyar）
声 - 井上麻里奈 / 伊藤静
本作の主人公（本来はヨナも主人公であるが、ヨナとココの2人を併せることによって「主人公」像を描写する手法が取られている）。
プラチナブロンドに薄い碧眼をもつ20代前半の白人女性。カリスマ性を持ち、分隊の若手には「お嬢」と呼ばれる。海運の巨人と称されるフロイド・ヘクマティアル（未登場）の御曹子であり、HCLI社ヨーロッパ・アフリカ兵器運搬部門の現場担当の一翼を担う。双子ではないが、顔がそっくりの兄・キャスパー（後述）がいる。劇中の描写では、少女時代から既に武器商人としての仕事を始めていた模様。その生い立ちから兵器に関する知識は非常に豊富。
かつてはレーム曰く「ムスっとしたガキンチョ」だったが、ある時期からは分隊の長として士気を高め、常に笑顔を絶やさないようにしている。これはかつて命を落としたエコーとの約束でもあり、微笑みの裏であらゆるものを隠し通す。その一方で当時の隊の中ではバルメに一番懐いており、一般で言う姉、それ以上の信頼を寄せている。普段は鉄仮面をつけたまま笑顔で振舞っているが、多量の酒が入ったり仲間を失うことがあると唯一彼女を支えとする。
分隊の新入りであるヨナを気に入っているようで、暇さえあればベタベタしている。
学校に通った経験はないと言うらしいが、実業家としてのビジネスマナーに加えて高い教養を備えている。全ての欧州の言語はもちろん、その他の言語も話すことが可能。また技術においても優秀（詳細は後述）。ただし酒癖は悪く、酔うと動くもの全てにプロレス技をかける。これをくぐり抜けると、ココの裸踊りを見られるらしい（第2集の「ムンムンガンド」より）。
武器を売るのは本人曰く「世界平和のため」。人間に絶望し世界を忌み嫌いながらも、武器を売る行為の犠牲に報いるため、「ヨルムンガンド計画」（後述）を推し進めた。Dr.マイアミには、ヨナへの執着が計画の障害になるのではないかと懸念を抱かれ計画に数年の誤差を設けられていた。
しかし実際にはヨナをそばに置くことで理性を保ち、計画の過剰な推進を抑制していた。
相手が何者であろうと、有利な交渉に持ち込む精神力を持つ一方で、常に命を狙われるストレスから、護衛なしで屋外に出ようとすると一歩も動けなくなる一面もある。交渉においてビジネスマナーをわきまえない人間に対しては容赦がなく、交渉相手のマフィアが武器購入代金としてヘロインを代価としてきた際には怒りを露にしていた。
閉塞的な一面もあり、過酷な状況に陥ると不平不満を漏らし、一通りそうした後に小声でブツブツと独り言を呟く（第1集の「ムンムンガンド」では「東京ディ●ニーランドに行きたい」などと呟いた）。本人は否定しているものの「ココが空を飛ぶとアブナイ」というジンクスがあり、実際にT共和国では「バルドラ」勢力から手酷い対空攻撃を受けている。
武器には相当詳しい一方、軍用車以外の自動車の知識はイマイチである。
基本的に交渉などを担当するため銃の使用は稀だが、射撃に関しては一流の技術を持ち、撃つ際には容赦なく撃つ事ができる（現時点ではシリーズを通して使っているのは拳銃のみ。デザートイーグルおよびグロック17。使用後、デザートイーグルはウゴに、グロック17はマオに渡している。また、射撃訓練でSP2022の試し撃ちをしていた）。本人曰く、「顔に鉄仮面を心に鎧をまとえ」と言う父の言葉と「ボスってのは常に笑っているべき」と言うかつての仲間の言葉を芯とし鋭く行動しているつもりではあるが、バルメのような本当に大切な者には素顔を晒す事もあるという可愛らしい一面もある。
ヨルムンガンドを発動させるとともに、強制的世界平和を実現するための新世界を構築する力を得ることができる（キューバ国境付近での戦闘時、ヨルムンガンドの力の極一部を実際に実験的にではあるが使用し、電子機器を撹乱することに成功している）。
作者の同人誌「空中楼閣4」では、デビュー作である『Ordinary±』の主人公・伊万里に、ココがポリゴナル・バレルを渡すという短編が掲載されている（頒布されたのは連載決定のかなり前、2003年夏のコミックマーケット64である）。
ヨナ（Jonah/本名：ジョナサン・マル）
声 - 園崎未恵 / 田村睦心
隊の新参として加わる、銀髪と浅黒い肌をした西アジア系の少年。主人公の1人で、口数の少ない元少年兵。左目の下に切り傷の痕がある。
常に無愛想で無表情、むっつりとしていて感情の起伏を示すことは少ないが、稀に子供らしい表情を見せたり笑い声を上げたりするなど、感情が欠落しているわけではない様子。ココやメンバー達からは「ヨナヨナ」「ヨナ坊」などの愛称で可愛がられている。
西アジア某国の山岳部隊出身。部隊の中では孤児達の世話役をしていたが、HCLI社員ガスードと部隊の副司令官によって孤児の1人であるマルカを殺された事に激昂して、たった1人で部隊を全滅させる。その後ガスードの上司であるキャスパー（後述）とその私兵達によって確保され、要人警護のプロとしてココ分隊に入隊する。
基地育ちであるため学校教育を受けておらず、ココ分隊に入隊して以降は各隊員から授業を受ける。「英語はなかなかのもの」と評される反面、理数系は嫌いで2桁同士の掛け算にも苦戦し、よく授業を脱走して担当者を困らせている。しかし本来の知能自体は優れていて、敵軍の作戦や練度を即座に見抜くことも。また、バルメの復讐を支援して連れ戻すためにたった1人でエジプトから隣国まで国境を超えて旅するなど、子供離れした行動力もある。
過去に兵器で両親を殺されたことから、武器とそれに携わる者を激しく憎む一方で、武器に頼らなければ生きていけなかった境遇から、その恐ろしさと頼もしさを共に理解している。戦闘能力・経験値はともに高く、特に山岳戦や夜戦ではその能力をフルに発揮する。反面大人の兵達に比べると体格差はカバーしきないため白兵戦には対処出来ず、バルメとのゴムナイフを使った訓練や敵との格闘戦はもちろん、戦闘要員ではないスケアクロウにも蹴られて吹っ飛び、海に突き落とされていた。
「手術が怖いわけじゃないけど注射が怖い」ため長らく尻の中の弾丸を放置していたが、「ヨルムンガンド計画」が本格化して世界中を慌ただしく飛び回るのに「空港で金属探知機に反応するのが面倒」(ココ談)という理由で摘出された。
「計画」について明かされた際はココに銃を向けるほど拒絶を示し、そのまま脱走に近い状態で隊を離脱。2年の間キャスパーのもとに身を寄せる。
だが、武器商人という生業を肯定的に享受するキャスパーのもとでの任務に対しストレスが限度に達し、袂を分かって荒野を放浪していたところでココに再び拾いあげられる。そして「計画」は発動した。
入隊の儀式（「全てを一新したタマゴ君」ということで、タマゴ料理を作る）では、人によって味の変わる珍妙な卵焼きを作った（第1集の「ムンムンガンド」にて詳しく記述。味は言及されているだけでも、苦い（レーム）、辛い（ココ）、酸っぱい（バルメ）、甘い（ヨナ）。噛みしめていても味が変わるらしく、ココはだんだん美味しく感じ、バルメはだんだん幻覚が見えてきた）。アニメでは前述の4人以外の分隊員達も食べており、ヨナ以外はマズさのあまり悶え苦しんでいた。
愛銃はFN FNCとFN ハイパワー Mk.3。
レーム（Lehm/本名：レーム・ブリック）
声 - 石塚運昇 / 同左
ココ分隊のリーダー格である壮年の白人男性。元デルタフォース。古参兵の風格を漂わせ、実戦における司令塔として分隊員に指示を出す立場に回る事も多い。9巻でワイリの回想するデルタ時代には「レームブリック」と名乗っている。年齢設定は「40近い」とのこと（これに関しては連載開始時に変更された模様）。
飄々とした性格と「実にオッサンくさい」物腰が特徴。喫煙者で、嫌煙家のバルメにはたびたび嫌な顔をされる。
ソマリア内戦及び湾岸戦争に従軍経験がある。普段は自らを「超神兵」と不自然に讚えるなど、分隊の中でも人一倍ひょうきんな性格だが、それに見合うだけの実力を持ち、一度戦闘となると長年の経験に裏打ちされた冷徹さと熟練した戦闘術を発揮する。特に狙撃に関する技術はルツが一目置くほど。本人曰く、相手に反撃する暇も与えないような一方的な「殺し」こそ兵士としての理想だという。
かつて少年少女の兵士に仲間を殺されたことから、敵が子供であろうとも引き金を引く覚悟をしており、戦いや殺しに快楽を見出すタイプの敵には愛想を尽かすなど、戦場で過ごす者の壮絶な人生を垣間見せる人物である。
前述のキャラ表によれば「何でもソツなくこなす超傭兵」。ココについていく理由を「おもしろいから」と語っているが、真偽は不明。チェキータとは、結婚と離婚を繰り返しているという。
湾岸戦争後、少佐に昇進したにもかかわらずなぜか軍を退役。HCLI社においてフロイド・ヘクマティアルのボディガードを務めた後、フロイドの指示によりチェキータと共に幼いココとキャスパーの部下兼護衛へ転属する。
ヨナに対しては概ね寛容で兵士としても高く評価するが、唯一、入隊間もないヨナが捨て身の攻撃を仕掛けた際には、上述の理由から彼を止めその戦術を咎めた。ココの「計画」を知ったヨナが彼女に銃を向けた時は素早く反応し、自らもヨナに銃を向けた。だがその後はココの「計画」やヨナの離脱などに関しては1人だけ何も意思表明することなく、無表情に空を眺めながら紫煙を吐いていた。
米系銃器を愛用。コルト M733、レミントン M24、H&K Mk.23など。
バルメ（Valmet/本名：ソフィア・ヴェルマー）
声 - 藤村歩 / 大原さやか
黒髪のフィンランド出身の女性。見た目年齢は20代前半から30代前半くらいのいわゆる「誇るべき綺麗な姉」である。黒髪直髪で、過去の負傷により常に右目に医療用眼帯を着用している。作中で何度も言及されるほどの豊満な胸を持ち、左肩から肩胛骨にかけて翼とナイフを握る手のタトゥーを彫り込んでいる。元フィンランド軍の少佐であり、確かな戦闘技術と基本的に冷静沈着な性格から、分隊の面々からは「アネゴ」と慕われている。その身体は筋肉質で、ココの私兵の中では一番マッチョなウゴよりも格段に「ちからもち」である。背も高く、体が女性としては比較的大きい。
祖父の代から続くフィンランド軍家系の生まれであるとされ、フィンランド国防軍緊急展開部隊（FRDF：英語版）・機械化猟兵隊に所属していたが、海外派遣先のアフリカで「銃剣を付けた二挺拳銃の男」によって部隊は壊滅して自身もその際に負傷し、右眼を失う。
生き残って基地に収容された彼女のもとに突如現れたココによりスカウトされ、ココ分隊に加わる。ココに対する第一印象は「最悪」だったが、現在では分隊の誰よりもココと親しく、ヨナが部隊に加わった当時は唯一の女性隊員と言うこともあって、彼女の身辺警護を務めることも多い。ココから見ても、バルメは護衛や親族、教師を超えた存在である様子。ココのあらゆる言動に肯定的で、彼女に反対・批判的な全てを敵視する。レズビアンではないらしいが、ココと接する際には顔を赤らめ鼻血を出すこともあるなど、以前は見せなかったほどの強い愛情を抱いているようだ。そのため、当のココがヨナにべったりである事にずいぶんジェラシーを感じているらしい。とは言うものの、ヨナ個人に対しては他のメンバーと同じく親しく接しており、甥のように可愛がっている。
戦闘経験は非常に豊富で、特にナイフ戦では右に出る者がいないほどの最高の腕前を誇り、立体視ができないはずである隻眼という大きなハンディキャップを感じさせない。一方ではココと共に過ごす時間が他のメンバーより多く、また、近接距離での戦闘が多いせいか、劇中では負傷率は分隊内でもっとも高い。ナイフ戦に関しては一家言あることから時折「説教モード」に入ることもある。
匂いがつくのが嫌という理由で大の煙草嫌い、そのため、レームが車内で煙草を吸うのを咎めるシーンが複数ある。
ココの「計画」に対する自らの考えを語ろうとしたが、その場にいたメンバー全員から「聞くまでもない」(要約)とあしらわれた。
戦闘はほぼナイフ戦。主にオンタリオ Mk.3（いわゆるマーク3ナイフ）を使用している。グロック17、ステアー AUG A1、ミニミ軽機関銃などの銃器も使用している。
ルツ（Lutz）
声 - 江口拓也 / 羽多野渉
金髪のドイツ系白人男性。20代後半で、元警察対テロ部隊の狙撃手。普段は軽口が目立つお調子者でもっぱらからかわれ役に回ることが多い。
狙撃の腕を買われて主に精密狙撃を担当している。「ムジカ・エクス・マキーナ」ではブレイザーR93強装弾を使った900mの長距離射撃により標的である「師匠」への連続狙撃（不注意に路上に現れたところでハートショット→膝をつき崩れたところにヘッドショット）を冷静に達成し、「モンド・グロッソ」では不安定な船上から川幅270m先にいる敵の銃器のみを破壊。「Pazuzu」でエクスカリバー社と交戦状態に陥った際は、先制攻撃を受けたにもかかわらず速やかにトレーラーの連結器部分に脱出した上でバイポッド固定狙撃により丘上に潜んでいる狙撃手の右目をスコープごと撃ち抜いた。
他のメンバーとは毛色の異なる警察出身であるためか野戦を苦手としており、森林で元山岳兵のヨナから特訓を受けた時などは散々に打ち負かされている。専任の狙撃においても「女子供を撃つために狙撃の腕を磨いたわけではない」と主張しており、実際女性や少年兵を相手にした際は攻撃を躊躇うなど、警察官としての信条を捨て切れない一面を持つ。また、南アフリカでカレンの部隊と戦闘した際に尻に被弾してから物語終盤まで、本人も「呪われているのか」と思うくらい何度も同じ所を負傷している（銃創以外にも様々な傷を負っているが、いずれも命に別状はない）。
「計画」が本格化するにつれ、変容していく任務にヨナ同様困惑を示していたが、その内容が明かされた後は一転して賛同した。ヨナが離脱してる間中、ずっとイジられ役にされていたらしい。
出自のためか、ドイツ系のブレイザーR93やH&K MP5等の銃器を愛用する。
マオ（Mao）
声 - 高橋英則 / 四宮豪
浅黒い肌のアジア系男性。35歳。温厚で実直な性格。分隊では唯一の家族持ちで、祖国に妻と一男一女を残している。アジア某国の砲兵部隊出身で、事故により部隊が解散、クビになったところをココに拾われたという。家族には軍の仕事のために国外を飛び回っていると嘘をついており、現在でこそ落ち着いているものの、それを負い目に感じていた。
自身を「レーム達のような精鋭と違って、普通の兵士」と語っているが、レームが「後片付け」を実施する際に度々彼を同行させていることから、十分信頼される実力を備えているとみられる。またプラニナ空港からの脱出作戦時、輸送機貨物室からの緊急対地砲撃というイレギュラーな状況でありながら高度で精密な計算に基づき時限式拡散弾（フレシェット榴散弾）を目標手前で起爆・拡散させ「バルドラ」勢力の対空部隊への攻撃を成功させており、砲兵としても非常に高度な技倆を示している。
ヨナへの「授業」では理科を担当するが、話をはぐらかされて授業が捗らなかったり、船内で逃亡される場面もある。
「計画」には完全にビジネスとして参加。故に態勢はブレないとのこと。
愛銃はグロック17とH&K G36K。
ウゴ（Ugo）
声 - 小野友樹 / 勝沼紀義
筋骨たくましい白人の大男。キャラ表によれば年齢「30歳くらい」とある。分隊では唯一、軍属・警務関連以外の出自（元マフィア）という経歴を持つ。
かつてイタリアンマフィアの下で運転手をしていたが、所属していたグループがココとの取引に代金として麻薬を提示したため交渉が決裂。他の構成員はその場で皆殺しにされるも、弟を麻薬で失っているウゴの「麻薬を出したときの嫌そうな顔」がココの目に留まり、1人だけ助命され運転手としてスカウトされる。
腕力に優れ、同じぐらいの体格の大男を押しのけて建物の壁をぶち破っている。
自動車運転の卓越した技量を持ち、各種車両のハンドルを握る。カーチェイスでは曲芸さながらの運転で危機を脱することもしばしばで、ココの送迎兼ボディーガードも専ら彼の仕事である。車好きであるため、好みの新車を与えられると子供のように喜び、愛用のボルボが南アフリカに置き去りになった際は、ひどく意気消沈していた。
「計画」に対する立ち位置はワイリと同じく、支持不支持を超えて自らの能力を生かす場所とした。
分隊小銃を統一した後も、ミニミ軽機関銃を腰だめに持って火力支援をする場面がある。オートマチック拳銃としては世界最大の口径を誇るデザートイーグルを片手で使いこなしていることからも、その腕力がうかがえる。
アール（ロメロ=R/本名：レナート・ソッチ）
声 - 樋口智透 / 小西克幸
白人の若いイタリア人男性。いかにもイタリア人らしく酒好きの女好きで、よくバルメにちょっかいを出しては蹴り飛ばされたり投げ飛ばされたりしていた。第2集の「ムンムンガンド」ではココの裸踊りを目当てに酒を飲ませたが、バルメに漁夫の利をかっさらわれ失敗。『GX』本誌ハシラでの紹介文によれば、「二枚目担当」。
元イタリア陸軍情報担当少尉（「と、いうことになっている」）。ベルサリエリの軍曹時代にボスニアに駐留。その際、CIAのジョージ・ブラック（後述）に公式に協力、さらに情報提供者の生命をブラックに救われたことから彼に心服、後にCIAエージェントとなりやがてブラックが「右腕」と頼むまでの人材となる。
ココの監視と篭絡を任務とする「アンダーシャフト計画」の重要な駒として、ブラックの命を受けて戦死したエコーの補充要員という形でココの私兵に加わる。以後、分隊員としての任務を果たしながらココにヒューミントの一環として浸透。エコーの最後の言葉を知らなかったこともあり、「お嬢は何を考えているのか解り辛い、いつも笑っている必要はない」という意見をココに直言し、彼女の心を大きく揺るがす。しかし彼らも知らぬ水面下でブラックの「左腕」であるヘックスが暴走、チェコ市街へとココをおびき出す。彼女が目論むヨナ暗殺が「ヨルムンガンド計画」に対する枷の破壊に繋がりかねないこと、さらにアール自身がココと分隊員にエージェントの枠を超えた思い入れをいつしか抱いていたことから、立場的に分隊員・CIA双方の援護を頼れないまま、アールは単身ココとヨナの救出を試みる。ブックマンに警告されても攻撃の手を休めないヘックス麾下のパラミリ部隊との銃撃戦の最中、ココと負傷したヨナを逃がすため、自らCIAのスパイであることをココに明かしたうえでヘックスとの一騎討ちに持ち込むも、相討ちの形で頭部に致命弾を受けてしまうアール。最期に彼の脳裏をよぎったのは（みんな……。）という、私兵隊員達への想いであった。分隊のムードメーカーだった故、その死に際しレームをして「君が居なくなるのは辛い」と言わしめた。彼がスパイであったことを知るのはココのみであり、分隊員には伏せられたまま母国イタリアに葬られた。
CIAのエージェントとして、またココの護衛としてその任務を命と引換えに果たしたアールであったが、皮肉なことに、彼もまたヨルムンガンド計画の枷であった事実を知ることはなかった。
なお、TVアニメ『ヨルムンガンド PERFECT ORDER』において彼が死亡した回である「Dance with Undershaft phase.2」はエンディングが特殊バージョンとなっており、テーマソングとして流されたやなぎなぎの「真実の羽根」はアールとエジプト神話の「アアル」とをかけたバラードとなっている。
ココの私兵としてはステアー AUG A1、軍時代はベレッタAR70/90をそれぞれ使用。
トージョ（Tojo/本名：東條 秋彦（とうじょう あきひこ））
声 - 興津和幸 / 箭内仁
日本人の若い男性で、眼鏡を着用している。生真面目そうな風貌だが、アールやルツと一緒にバルメにちょっかいを出すなど意外とスケベ。かつては自衛官であり、事故死扱いで諜報組織SR班に所属していたが、力を持て余して妄動を繰り返すSR班がキューバで情報提供者を見殺しにして撤収した事に激発し辞職した20分後、あからさまに狙いすましていたキャスパーにジャカルタの食堂でヘッドハントされ、彼の分隊を経てココの私兵となる。SR班以前に中央システム管理隊と北部方面隊の電子隊に所属していたことがあることから情報処理を担当することが多く、かつてはキャスパーの下でも同様の仕事をしていたという。ココに代わって交渉を担当することもある。SR班時代に「怖気づいたオタク」とバカにされたことがあったが、バルメの「トージョは自分で戦える」という評価や、東欧某国の山岳兵をバルメと一緒に音もなく制圧・チェコ市街ではCIAのイリーガルエージェントに対しウゴやマオとともにマグプル MASADAを連射しながら並列進撃、SR班とのカーチェイス及び銃撃戦でヨナに指示しながらハンドルを握るなど、他の分隊員に劣らぬ技量を示している。
「嘘の城」において、敵対することとなったSR班について「ヨナにもわかるようにかいつまんで説明するように」とココから命じられた際には故意に詳らかに説明し（5ページ強、アニメでは2分以上）、他の部隊員たちを閉口させるとともにヨナに至っては立ったまま居眠りに陥らせてみせた。
35歳とのこと。彼もバルメ同様設定が変わったのか、連載準備段階の横顔よりも若干若く見える。
ヨナへの「授業」では算数を担当するが、理数系が苦手なヨナには巧妙に逃げられている。
「計画」には素直に賛同。日野木（後述）曰く、「（ココに）振り回されるのが楽しくて仕方がない」様子。
ベレッタ 92とステアー AUG A1を愛用。
ワイリ（Wilee/本名：ウィリアム・ネルソン）
声 - 田中一永 / 乃村健次
丸眼鏡姿の黒人男性（38歳）。こめかみに剃りを入れたクルーカットが特徴。工兵出身で、トラップ解除並びに爆弾の解体と再構成を特技とする。ルツとコンビを組んで長距離狙撃のスポッター（観測手）役を務める事もある。マオと同じく、レームの「後片付け」によく同行するメンバーで、最古参の分隊員の1人（回想でワイリ、チェキータ、レームの3人が幼き日のココと共に描写されている）。
ヨナへの「授業」では語学を担当。
ヴァージニア大卒で、祖父の代から関わりのある建築学を専攻していたが、何の因果か米軍に所属、湾岸戦争にも第18空挺軍第20工兵旅団の戦闘工兵として参戦していた。当時デルタフォースで大尉であったレームに建築爆破学の腕を買われて化学兵器工場の爆破要員としてデルタの作戦に参加要請を受け、爆薬が不足する状況で手近な化学薬品を連鎖爆発させることにより任務を達成する。一方で、その作戦でデルタに見惚れて数年後にデルタフォースの一員になった。その後、憧れのレームを追ってココと出会い、その魅力に惹かれ分隊員となった。耳の上の剃り込みは爆破作戦の爆弾設置中に流れ弾が掠ったのが原因（本人曰く「毛が生えなくなったから反対側も剃り込んだ」らしい）。
前述の通り爆薬の扱いは米軍在軍中から一流で、当時の異名は「ワイリー・コヨーテ」。ココの護衛になってからは様々な爆弾魔を全て「クールに爆破を見せる」事を信条としながら迎え撃っていた事により「何故かココを狙った爆破テロが全て失敗し、しかも常に爆発物設置者が自分の爆弾により自滅している。爆破事故の周辺では必ずウィリアム・ネルソンが目撃されておりどう考えても怪しいのだが、彼が爆弾を仕掛けた形跡が一切ない」という不可解な状況が相次ぎ、最終的にFBIのブラックリストに（分隊員ではココを除いて）唯一記載されるほど危険視されている。前述のとおり、爆弾を再構成して設置者を爆殺する戦術を好み（レーム曰く「そのまんま返し」）またレームからは「爆破で遊ぶ悪い癖」があると言っており、最もこの癖はレームは「湾岸戦争の時に、べた褒めしたのが発端だと思っている」とヨナに語った。なお、この「クールな爆破」は当時感情表現に乏しかった幼少期のココをも大いに喜ばせたとも言う。バルドラとの戦闘では「後片付け」として使い残したフレシェットを再利用し、即席で地雷を作成。車列の前後のみを爆破することで人質の救出とバルドラの身柄確保を行った。エクスカリバー社の襲撃の際には敵中真っ只中での自動車爆弾無力化とその爆薬を用いての敵陣壊滅・人間爆弾の無力化および社長へ仕掛け直しての起爆等、ワイリの手口を一通り見たヨナを心底から脅えさせた。我に返ったワイリは「これのせいで普段からサボりがちなヨナが自分の授業を一層まともに受けてくれなくなってしまうかもしれない」と内心恐れたものの、逆にヨナは「ワイリの授業だけはちゃんと受けないと。ヤバいから」と普段以上に抑揚の失せた口調で呟いた（ちなみに、アニメでこのエピソードが放送された際、作中のレームの台詞を真似た「ワイリヤバい」という言葉がインターネット・ミームとして流行した）。
「計画」に関しては自分が職人気質である事を自覚し、その技術をココの役に立てるべく「計画」に参加した。
コルト M4A1を愛用。
エコー（エッカート）
声 - 浜田賢二
白人の若い男性。回想シーンにのみ登場する。アールやヨナがココの私兵となる以前に部隊に参加していたが、ヘックスらCIAの部隊の襲撃を受けた際にココを守って被弾し、死亡する。常日頃からココに対して「ボスとはどんな時でも笑っているべきだ」と諭しており、エコーの死以降ココは常に笑顔でいるようになった。
デルタフォース出身で、湾岸戦争においてはレームらと共にワイリを連れて化学兵器工場の爆破作戦に参加していた。当時の階級は少尉。自称「エコー」がNATOフォネティックコードの「E」と被るため、レームからやめるように忠告されていたが、聞く耳を持たなかったらしい。ワイリがデルタフォース入隊資格を得たあとに訪ねてきた折にはレームが退役したことを告げている。
デルタフォース時代はコルト M733、ココの私兵時代はベクター CR21をそれぞれ使用している。

### 武器商CCAT社
主に小型兵器の売買に従事しているイングランドCCAT(Carrys Company Aerial Transport)社の面々。社長自ら現場を飛び回っている。
カリー社長（第1集第3話 - 第5話「PULSAR」ほか）
声 - 宝亀克寿
壮年男性。元イギリス空軍の精鋭パイロット。ココとは物語開始以前から面識がある模様。東欧各地からスティンガー携行対空ミサイルをかき集めてポルック少佐らに納入した。部下の失態で窮地に追い込まれ、頭を抱えても1コマで立ち直り、自らも銃を取って包囲網を突破するなど、ココとは違った意味で社長らしい社長である。スーツの中には護身用のFN P90を2丁隠し持つ。
先見性に優れており、HCLIが世界の兵站を握りかねないHek-GGの存在を危惧、また中堅の小火器商人が最早食いつなぐのは不可能と察しており、次の職業としてレストランの経営を画策している。
ミルド（第1集第3話 - 第5話「PULSAR」ほか）
声 - 恒松あゆみ
女性。カリーの護衛。ココとは旧知の仲であり、以前のココの姿を知っている。近接戦を得意としており、多数のナイフと拳銃を携行している。かなりの戦闘狂・殺人狂であり、悪態をついた監視役の兵士をあっさり斬殺するほど。バルメを一方的にライバル視しており、何度も刃を交えている。戦闘技術ではバルメに及ばないが、勘が鋭く、かなり遠方の敵の接近を察知できる。今風の軽いしゃべり方とは裏腹にカリーには忠誠を誓っており、「カリーが軍需産業で食いつなぐことはもう不可能」と発言したドクター・マイアミに激昂して食ってかかるが、ドクターの護衛であるカレンによってボコボコに叩きのめされた。マチェットナイフなどを使用する。
ルー（第1集第3話 - 第5話「PULSAR」ほか）
声 - 坂巻学
男性。カリーの護衛。ミルドと行動を共にする。左頬に二筋の古傷がある。ミルドとは対照的に表情に乏しく寡黙な男である。ただしカリーがレストランでもとドクター・マイアミから勧められた際は料理を覚えると言い、カリーには忠誠を誓っている模様。

### ヨナが所属していた基地の軍人と孤児（第3集収録「Vain」の回想より）
少年兵時代のヨナは、国境線越境を繰り返しながらロシア軍相手にゲリラ戦を展開していたという。
ユスフ・ガスード
声 - 家中宏
ヨナがかつて所属していた部隊の基地に、新聞記者と偽って潜り込んだキャスパーの部下。暴走するヨナを前に命乞いするも射殺された。
副司令
声 - 廣田行生
ガスードと結託して、キャスパーの手回しした装備更新により生まれる金を手にすべく、上官である基地司令に銃を向けさせた。ガスードと同じくヨナに射殺された。
モーリス / エリーネ / ジャノ
声 - 原紗友里（モーリス）、高田千裕（エリーネ）、田中里和（ジャノ）
基地司令に保護されていた4人の孤児のうち、生き残った子供たち。キャスパーによって保護され、日本の国際学校に寄宿して通学している。
マルカ
声 - 飯野茉優
同じく、基地司令に保護されていた女の子。ガスードがうっかり踏んだ跳躍地雷の盾にされ死亡。彼女の死により、ヨナは副司令とガスードに対して、基地のほとんどの兵士を巻き添えにする壮絶な殲滅戦を展開することになった。
アニメでは単純に、兵士の代わりに地雷原を歩かされ爆死したことになっている。
司令
西アジア某国地上軍で、ヨナの所属していた最後の原隊司令官だった男。4人の孤児を見捨てられず基地で養っており、そのことに対して副司令は「基地は保育所じゃねぇっての」と不満をあからさまにしていた。副司令とガスードの暴挙を止めようとするが、跳躍地雷の爆発に巻き込まれて死亡。
アニメでは出番が省略されている。

### アメリカ合衆国政府職員

#### CIA工作員
アメリカ中央情報局をはじめとする工作員達。資金調達のために、武器商人達を付け狙っている。以下はコードネームである。
スケアクロウ（Scarecrow「案山子」の意。本名不詳。初出：第2集6話「ムジカ・エクス・マキーナ」）
声 - 小野友樹 / 奈良徹
CIA工作担当官として、ジェリー・シャッツバーグ名義のIDを持つ若いアメリカ人男性。軽薄かつ粗暴な言動が目立ち、誰に対しても合衆国の権威を笠に着て高圧的に振る舞う事が多い男。初登場時はココやヨナに暴力を振るうなど悪人のような雰囲気だったが、後にショコラーデとコンビを組まされてからはそのような側面は目立たなくなり、ソロモン諸島を「辺鄙な島」というショコラーデに「住民に失礼だろうが」と言う場面さえあった。イギリスのロンドンにオフィスを持っている。
ココは彼の目的を「金づる探し」と言っている。また、キャスパーは「金策の才能があるので合衆国に重宝されていて自由がきく」と語っている。合衆国本国の意向で動いている模様。本人曰く「俺の仕事は、悪党が稼いだ金を正義の鉄槌でブン取る事だ!」(要約)。
基本的にココらとは水と油であるが、彼女らが死ぬことは望んでおらず、彼女が危険地帯から脱出するのを助けたことがある。
ブラック（後述）の転身後、ココの情報が全く降りてこなくなったため、キャスパーに付き纏うようになる。実力行使であしらわれているが、その行動は全くブレない。
通称「小物界の大物」。
ショコラーデ（Schokolade「チョコレート」の意（南ア語を含むゲルマン系言語）。本名不詳。初出：第3集第17話「African Golden Butterflies」）
声 - 小清水亜美
白人女性。タレ目の若い女性で、金髪のくせ毛が四方八方にハネ、右目を前髪で隠している。大食い。CIA対外情報収集官、盗聴器の設置・目標の監視などを担当している。物語内ではスケアクロウの助手という位置づけだが、作中の描写では彼に準じた権限を持っている模様。大星海公司のレストランでのココと陳国明の会談を盗聴するために動員され、交渉の末スケアクロウと共にココの脱出に協力する。それ以降個人的なパイプを築きつつあり、ココとCIAの橋渡し的な役目を果たすことが多い。
どちらかというと交渉・技術担当で、戦闘シーンでの登場は一切ない。
HCLI社とユーロ・グループによるUAV絡みの競争の際にはココの依頼を受け、ダイヤを報酬として納入の契約を結ぶためにスペインやドイツを飛び回った。しかし、南アフリカの気候が好みでココの依頼を引き受けている最中は「気候が気に入らないから南アに帰りたい」と漏らしていた。
「計画」の本格化に伴い、世界中を飛び回るココをバレないように監視していたが、マイアミで見失ってしまう。なお、その行程で「全世界グルメ旅行」を満喫していた（作中ではたこ焼きとタコスを食べていた）。

#### 武器商人篭絡計画「アンダーシャフト作戦」関係者
ブラックが主導し、アールが参加している。
ジョージ・ブラック（George Black 初出：第36話「Pendulum」）
声 - 磯部勉
白人男性。CIA本部NCS（en:National Clandestine Service）ヨーロッパ課長。同僚からは「ブックマン（学者）」と呼ばれることが多い。本人が「自分の名前を忘れてしまう」と冗談めかすほど数多くの異名を持ち、「アディーブ」や、アールが呼ぶ「ソウ（鋸）」もその1つ。他に「ブラッティナイオ（人形遣い it:Burattinaio）」など。
様々な人物に対し恩を売るなどして協力関係を築き、彼らから提供された情報や彼らの持つ権力を駆使し、言葉だけで人を操り各種の計画を進行する「人形遣い」。誰に対しても気さくな口調で接する反面、無駄口は一切叩かない。また、「ブックマン」は大学でアラビア文学を専攻し語学に堪能な事に由来するとされているが、アールは対象への執念深さが由来だと解釈している。
ココの計画を早い段階から察知しており、「右腕」であるアールの派遣など暗躍を重ねてきたが、「左腕」であるヘックスが私怨からココ達を襲った結果、アールとヘックスとが殺し合う事となり、最終的に双方を失った。アールの墓を訪れた際にココと直接顔を合わせることとなるが、彼なりの手向けとして「（アールからの呼び名だった）ソウと呼ぶ事だけは許さん」と彼女に告げる。後に手痛い方法でヨルムンガンド計画の実力を見せつけられると共に、自らが新世界を求める「こっち寄りの人間」であった事を自覚、最終的には協力者的な存在となった模様（いわば逆籠絡された形である）。
ヘックス（Hex、「魔女」の意。本名不詳。初出：第37話「Dance with Undershaft phase.1」）
声 - 久川綾
白人女性。準軍事工作担当官（Paramilitary Operations Officers、パラミリ。武器の調達・急襲・待ち伏せなどを行う実力部門）。グラマーな美人だが、過去に彼女の婚約者を失った経験が大きな傷となり豹変し、HCLIに爆撃されるまでの性格は残酷極まりない。ブラック曰く「生粋の愛国者」。米陸軍士官学校を卒業後、初の女性特殊部隊の候補生として過酷な訓練を受け優秀な成績を収める。高いプライドを持っていた彼女は、部隊設立が中止されたことに反発して退役、直後にCIAにスカウトされる。
東欧で活動していた頃にココとその私兵を襲撃したことがあり、ココの部下の一人であるエコーを殺害し、自らも多数の部下を殺害されたことから、お互いに因縁となっている。
彼女の婚約者も犠牲になった911テロが発生すると、アフガニスタンの対テロ作戦に投入された。凶暴さから所属元の軍やPMCを追われた危険人物たちを拾って纏め上げた直属分隊「カットスロート（喉切り）」を率い、多くのテロ容疑者を殺し回って多大な戦果を挙げるも、その苛烈で容赦ない手法から「ゲシュタポかチェカのやり口」と内外から恐れられている。
以前はココの抹殺を狙っており、独断でドミニク率いる殺し屋グループを送り込んだが、見事に返り討ちにされたと察する。失敗した彼らを追わなかったのは理性が残っている証拠であるとされる。
アンダーシャフト計画の目標がココと知ってもその意志は止まらず、ヨナを殺してココを絶望させる作戦を思いつく。自らの隊を率いてココとヨナを奇襲するが、暴走と命令無視を重ねる彼女はついにブラックから見放され、その妨害により形勢は逆転、駆けつけてきたアールを仕留めるが同時に右目を撃たれ敗北。ココ分隊1名、「カットスロート」8名死亡。
負傷した彼女は生き残りの部下2人を伴いイラク北の山岳部に潜伏、そこに母国アメリカのB-52が飛来する。満面の笑顔をもって空を見上げるヘックスだったが、実はそれこそが可能な限りの手段と伝手とを用いてココが派遣させた、復讐のための道具であった。潜伏地一帯に降り注ぐ爆弾により「母国の正義の象徴から存在を全否定される」という絶望を与えられたヘックスは「地獄で会いましょう」と呪詛の言葉を残し自決した。残りの部下は爆撃から逃げられず死亡。
使用する銃器はFN SCARとタウルス PT24/7。東欧時代はAKS-74Uも使用していた。
スピン（本名不詳）
声 - 坂巻学
白人男性。末端のCIAエージェントで、ブラックの手先の一人。ヘックスの色仕掛けに、あっさりアンダーシャフト作戦の内容をしゃべってしまう。その後、ブラックの携帯電話にヘックスの情報を送ったため、ヘックスの部下に射殺されている。

### 合衆国海軍
トリー・プレイム（初出：第10集第61話「NEW WORLD phase.8」）
声 - 小松史法
NSA(アメリカ国家安全保障局)SCS (特別収集部) G2部長、海軍中佐。妻と幼い子供を持つ。「おしゃべりラビット・フット」ことレイラを狙うココ分隊を殲滅すべく「ナイトナイン」を動かすも、ヨルムンガンドを駆使した情報戦の前に敗北する。
その後もココの周りを嗅ぎ回ったため、ヨルムンガンドによってブラック暗殺を企てた容疑をでっち上げられ、逮捕される。米国刑法上は20年の実刑判決が下る罪状だったが、ココは「すぐに出してやる」と言っており、実際2年後には幼い子供をあやしているため、短期間で釈放された模様。
ネイビーシールズ チーム9 アルファ小隊
欠番となっているはずの「9」を冠する、Navy SEALsの極秘部隊。通称「ナイトナイン」。夜戦を得意とする部隊であり、イラクやアフガニスタンで活躍していた。FN SCAR-LやAir Frameヘルメット、AN/PVS-15暗視装置など、執筆された当時の最新装備品を使用している。左上腕部に付けられたパッチには、角の生えた髑髏と「NIGHT TIME IS THE RIGHT TIME」の文字があしらわれている。
レイラを確保したココ分隊を追撃して、レームに「弾が当たりゃしねえ」「今まで見た中で最強の連中」と言わしめるほどの戦闘能力を見せつけるが、ヨルムンガンドによりGPSや戦術情報を狂わされキューバ軍基地に誘導されてしまい、撤退を余儀無くされた。

### 大星海公司（ターシンハイコンス）
人民解放軍非公然部隊のカバー組織の商社。中国政府の戦略に基づいて資源開発や兵器輸出、それに付随する汚れ仕事を行っている。過去には国連軍ソフィア小隊を襲撃して壊滅させており、バルメが長年探し求めた仇であった。武器売買をめぐってココらと対立。人民解放軍の軍人（名目上退役）で構成されている（しかし装備は西欧式であり、一般構成員は南アフリカ製のベクター R4シリーズと見られるガリルSARで武装している）。なお、近年アフリカでの中華系資本・勢力の増大と、各国の資源争奪戦は急速に拡大しつつある。それに呼応するかのように、米軍はアフリカの気候風土・文化等に対応できる「AFRICOM」軍団の編成を始めている。
陳国明（チェン・グオメン Chan。初出：第3集第15話「African Golden Butterflies」）
声 - 土師孝也
東アジア系男性。香港の貿易商「大星海公司」の専務。人民解放軍少将（なお、「少将」は北京語で「シャオジャン」と読む）。脚が悪く、立つときは常に杖をついている。タジキスタンで軍幹部として頭角を上げ、90年代からアフリカで暗躍するようになるが、2001年に地雷を踏んで現役を引いた後に老け込んだらしく、見かけほどの歳ではないらしい。
冷静な判断力の持ち主で、普段は温厚な紳士を装っているが、本来の性格は現役時代と同様非常に戦闘的。
ココの懐柔もしくは暗殺を試み、同時に別行動中のココの私兵を警備部隊に襲撃させるが、いずれも失敗する。
キャスパーは事前に陳らの危険さを察していたらしく、南アフリカに向かう船上でココに直接警告していた。
現役時代は銃剣付きCz52を2丁同時に使用し、驚異的な走力と身軽さを活かして戦う凄腕の兵士であり、この戦闘スタイルは弟子のカレンにも受け継がれている。また、かつてバルメの小隊を壊滅させた「銃剣を付けた二挺拳銃の男」その人でもあり、彼女の戦闘スタイルは仲間の仇である陳との戦いを強く意識・想定したものだった。しかし、上述の一件で走れなくなって以降、現在のバルメをしても「まだ届かない」と言わしめさせるかつての戦闘力は見る影もない。
アフリカ公司工場にて、復讐に乗り込んだバルメと刃を交わし死亡。その因縁に決着がついた。
カレン・ロウ中尉（Karen Low。初出：第3集第15話「African Golden Butterflies」）
声 - 加藤沙織
東アジア系女性。切れ長の目にストレートの黒髪という北東アジア人らしい顔立ちをしている。原作では目が碧眼で、混血かとドクター・マイアミに尋ねられているが、アニメ版では青色の目に変更されている。人民解放軍中尉。普段は秘書風の恰好で陳に寄り添っているが、その正体は非公然任務に従事する士官であり、陳の副官。
体術に優れ、肘や膝の打撃力を生かした徒手空拳でスケアクロウが雇った大男の精鋭PMC兵を一方的にノックアウトしてしまう。反面感情的になりやすく、失態を繰り返して仲間を危険にさらす部下に激昂して射殺するなど、指揮官としての能力は多少難がある模様でバルメからは、「お前のような奴が指揮官をするから」とかつての自分を重ね合わせて彼女を評した。
警備部隊の指揮官でもあり、陳と同じく銃剣付き2丁拳銃による戦闘スタイルをとる（使用する拳銃はSIG GSR）。警備部隊を率いて山中で行動中のココの分隊に待ち伏せを仕掛けるが、指揮官としての能力や兵の練度差は補い難く、逆に壊滅させられる。後にこの事態を重く見た中国政府の意向により、失職。
陳に対しては、現役時代の戦闘と力の権化のような行動に惚れ込んでいる。中央政府の意に沿いカレンを切り捨てたことに失望しつつも、敬愛し続けていた。
陳を暗殺して逃走したバルメとヨナを追って交戦し、バルメ、カレン両者が重傷を負う。ココが手配した病院に入院するが、深夜に病院を抜け出しそのまま失踪する。その後、路頭に迷っていたところを偶然ドクター・マイアミと再会して気に入られ、彼女の3人目の秘書（実質的には護衛）となる。
李少尉（Lee。初出：第6集32話「滅びの丘 Phase3」）
声 - 保村真
東アジア系男性。人民解放軍少尉。カレンと共に陳のボディーガードをしていた若年士官。カレン失脚後は中尉に昇進し、部隊の指揮を引き継いだ。部下に対して威圧的であり、階級が上だったカレンに対しても慇懃無礼な態度を取る。
公司工場を襲撃したバルメを狙撃しようとするが、ヨナの不意打ちを受けて死亡。
狙撃が得意でありSVUを愛用していたが、死亡後はヨナに奪われ使用された。

### HCLI社
キャスパー達は主にアジア部門を担当しており、最初はトージョもキャスパーの部下であった。
キャスパー・ヘクマティアル（Kasper Hekmatyar。初出：第2集11話 - 第3集13話「Vain」）
声 - 松風雅也
プラチナブロンドの白人男性。ココの実兄。「双子でもないのにソックリ」とはバルメ談。終始不敵な笑みを浮かべており、その判断はココ以上に冷徹非情であるが、ヨナに対して自分に不都合な事実があっても包み隠さずに話すなど誠実に対応する一面もある。ココとの兄妹仲は悪くなく、かつて自分の部隊に嫌気がさしたトージョをココの護衛に融通したり、またSR班との抗争など不都合が起こった際には手助けを頼んだりしており、またココもキャスパーに対しては機密事項である「計画」について知らせるなど、様々に繋がりの深さを窺わせている。
ヨナの両親を殺した戦闘機や爆弾などの武器はキャスパーの売った商品であり、基地内で面倒をみていた子供が死んだのもキャスパーの計画による。生き残った孤児の援助をする条件で、ヨナの身柄をココに引き渡した。
ココは当然彼らの因縁を知っており、二人が会わないよう手回しをしていたが失敗。後日ココを訪ねてきたキャスパーと出会うなり、ヨナが反射的に激昂してナイフを突きつけるという事態に。結局、この騒動はチェキータの介入によって無血で収まっている。
武器商人という立場を心底楽しんでおり、これを不要としていくHCLI社の方針転換には否定的。「ヨルムンガンド計画」については「この世から武器が無くなると、本当に思うか？」と一笑に附す。
かつてトージョを完全に狙いすましたタイミングで部下としてヘッドハンティングしており、ライバル企業といえるSR班の内情と動向を極めて詳細に把握していた。後年、SR班がダミー企業「ガンビル通商」を名乗ってジャカルタで接触してきた際も暗殺が目的と知りながら快諾し、返り討ちにしている（このとき黒坂の刀を、これまで作中で見せたことがないほどに目を輝かせながら物色していた）。
「計画」を知った際にココの隊を離れたヨナを2年間雇い入れたが、自分達が決定的に合わないことは分かっており、別離もまたあっさりと受け入れた。その時、部下に銃を構えさせ威嚇しながら去ったが、これもまた「自分達が「対等」である」という彼なりの意思表示である。その点では、本当の意味でヨナの「理解者」だった。
ジャンクフードが好きらしく、東南アジアの大衆食堂でも平然とハンバーガーを注文している（直後、アールの殉職を公表。『アールに！』との音頭をもって部下とともに彼の死に対し献杯、その勇気ある死に様を称え合っていた）。
デストロ016でも登場。商用で日本を訪れた際にドローン4,000機を売り、緊急任務に臨む同作の主人公・沙紀に銃火器を用立てる。
商談の席でヨナがココの部隊に戻ったと話しており、「ヨルムンガンド計画」は失敗しココが武器商人の仕事を続けている事が示唆される。
チェキータ（初出：第2集11話 - 第3集13話「Vain」）
声 - 冬馬由美
キャスパーを護衛する白人の女性兵士。愛称「チェキ」。右腕にタトゥーがあり、黒髪に大きな口と目が特徴。バルメより胸が大きい。かなりの実戦経験と高い戦闘能力を有する。またナイフ戦の腕前もバルメと同等かそれ以上にあるようで、ジャカルタでのSR班との戦いではホテルの廊下に完全武装で突入した数名の元自衛隊員達を音もなく忍び寄ってたちまちに殲滅した。
レームとはくっついては別れを繰り返す元夫婦。レーム曰く「口の悪い女」らしい。
過去にレームとコンビでフロイド・ヘクマティアルの護衛を務めていたが、その人物を理解することはできなかったという。
ヨナの事を「ミーシャ」（子熊）と呼んで非常に気に入っている。2年後の別れでは不平不満を訴え、その様子は「ペットに逃げられた子供のよう」でもあった。
デストロ016でも登場。変わらずキャスパーの護衛を務めている。
キャスパー曰く、ヨナの離脱による「ペットレス症候群」らしく、沙紀を部隊に誘っている。
愛用の銃器はFN P90とH&K MP5（「Vain」Phase3）。
エドガー/アラン/ポー（初出：第2集11話 - 第3集13話「Vain」？、顔と名前は第8集43話「Kasper in Asia」）
声 - 坂巻学（エドガー）、藤原貴弘（アラン）、森田了介（ポー）
チェキータとともにキャスパーを護衛する3人の男性兵士。(ココ分隊や他の兵にも共通して言える事だが)陽気さと冷酷さが同居しているような存在。なお、「Vain」の時点でチェキータ以外のキャスパーの護衛は3人以上登場しておらず、「Kasper in Asia」では、その時のエピソードについて話していた。
なお、ポーは湾岸戦争時にエコー同様レームの部下であったホウに酷似しているが、同一人物かどうかは不明である。

### 殺し屋
ココの職業柄、他人から恨みを買うことも多く　
しばしば殺し屋に襲撃されている。

#### オーケストラ
「フランスで警官隊相手に2万発撃った」（ココ談）という、殺し屋グループ。最初は8人組だったが「師匠」を除いて全員が死亡し、後にチナツがグループに加わった。
師匠（第2集6 - 10話「ムジカ・エクス・マキーナ」）
声 - 江川央生 / 小山剛志
男性。国籍、人種、経歴、犯罪歴、年齢、本名の全てが不明。ベレッタM8000とAKS-47、IMI ネゲヴを使用。
「オーケストラ」の最後の生き残り。ココらとの邂逅を前に弟子としてチナツを率い、ドバイで壮絶な銃撃戦を繰り広げた。銃撃戦を音楽に喩えて「演奏」と呼び、銃器を「楽器」と称する。激昂しやすい一方で機嫌が直るのも早く、単純な性格。熟女好きで、チナツに性的な感情は抱かない様子。ルツらの長距離狙撃で死亡。
チナツ（第2集6 - 10話「ムジカ・エクス・マキーナ」）
声 - 清水愛 / 神田朱未
日本の女子高生風の少女。「師匠」に付き従って殺し屋稼業を続けている。師匠とは曰く言い難い関係であるようだ （アニメ版では、師匠が仕事中に起こした劇場内での無差別大量虐殺によって両親を失い、手近にあった拳銃で彼に発砲したことから「いい音がする」と見初められたものとなっている）。テンガロンハットが特徴。ベレッタM84を始めとした通常の銃器の他、「チナツキャノンスペシャル」と称する単発式グレネードランチャー（外見は大型のシングルアクション。中折れ式で、車一台を軽く吹っ飛ばす威力がある）を使用する。気配を察する能力が高く、勘が鋭いため不意打ちも難なく避け、レームとバルメの両名に「テンガロンの方がヤバイ」と評価されるほど。
師匠を失うまでは、「〜なのだ」を口癖として、極めて軽いノリで殺戮及び狩りを楽しんでいた節があるが、師匠を殺害された瞬間、憎悪と憤怒により豹変。「何年かけてでも皆殺しにしてやる」とココ達に絶叫する。
「師匠」の形見であるベレッタM8000とロザリオを持ち去り、潜伏して復讐を期していたが、小隊が宿泊するホテルに屋上から侵入しようとした所を捕捉された。
その素性を気に入られたココに他の分隊より早く彼女の真の計画を説明され、分隊へ誘われる。しかし本人はこれを拒否し、ココに銃口を向けたため、監視していたレームに撃たれ死亡。
ジンクスを好む。たとえば仕事の時はノーパンである。曰く師匠との初仕事の際、川を渡って下半身がズブ濡れになり不快だったため、こっそり脱ぎ捨てたところ「やたらと敵に弾が当たって褒められた」とのこと。後に師匠の復讐をしようとした際は銃を隠すためもありパンツを穿いていた。ココに「今は?」と単刀直入に聞かれた際には恥ずかしがりながらも豪快に見せた。

#### ドミニク3人組
フランス系と思しき殺し屋グループ。慎重で計画的なボス・ドミニクと好戦的な二人からなる三人組。
ドミニク（Dominique。初出：第30話「滅びの丘 phase.1」）
声 - 藤原啓治
アレクサンドリアでココ達を襲撃した、殺し屋3人組のボス。リリアーヌやグレゴからは「ボス・ドミニク」と呼ばれている。目の下に酷いクマがあり、覇気がない。
性格はネガティヴでダウナー。殺し屋から足を洗うタイミングをうかがっており、引退後はレストラン経営を考えている。「年を取ったら血の臭いが駄目になってきた」「殺し屋ってのはつくづく俺に向いていない」と嘆く。仕事中も非常に愚痴っぽく、「最悪だ」が口癖。S&W M945 コンパクトを使用。
アレクサンドリアの襲撃が失敗に終わったが、ココに依頼主の名前をリークすることで見逃してもらう。
リリアーヌ（Liliane。初出：第30話「滅びの丘 phase.1」）
声 - 阿澄佳奈
剃刀を模したネックレスとバックルがトレードマークの小娘系殺し屋。小柄な少女で、はねた髪が特徴。「ウシュシュ」などの独特の笑い声を発する。
銃剣付きM870 ショットガンという風変わりな装備を使用。運動能力に長け、アレクサンドリアの襲撃では撹乱役に抜擢される。
俺は殺し屋に向いていないというドミニクの発言に「そんなことはない」と返す一方、ドミニクのレストラン計画そのものには乗り気。
レストラン計画では、ドミニクとグレゴワールが人前に出られる顔ではないため、給仕を任されることになっている。アレクサンドリアでココ・ヘクマティアルたちを襲撃。運動能力に長けるため、撹乱役に抜擢された。グレゴワールがビルの配線を切断した直後の暗闇の中、暗視ゴーグルを装着してルツやトージョらを相手に突進し、宙返りで飛び越しながらルツの尻を切り裂いた。 2分で撤収という命令に従い、ショットガンを散発しながら退いてココ・ヘクマティアルの部屋の扉越しにウゴ、レームと格闘中のグレゴワールに呼びかけるが、直後、悪魔の笑みを浮かべたココ・ヘクマティアルのドアアタックに屈し、顔面を強打して鼻血を出しながら気絶した。 その後、カーチェイスからの銃撃戦に敗れたドミニクへの電話で、ウゴと共に縛られたまま登場。「敵に捕まっちゃった、ごめんなさい。レストランは無理みたいだね…ウシュシュ」と死を受け入れたような言葉を告げた。
グレゴワール（Grégoire。初出：第30話「滅びの丘 phase.1」）
声 - 小柳良寛
通称グレゴ。覆面姿の不気味な大男。半袖のシャツの上に防弾チョッキを着込んでおり、9ミリ弾ならマガジン一箱受けても全く動じない。
ただでさえ剣呑な外見でありながら、倒した半殺しの敵を大型ワイヤーカッターでズタズタにするという猟奇的側面を持つ。しかし、仲間には物腰柔らかな態度を取る。
ドミニク曰く料理の腕はかなりのもので、レストラン計画ではコックを任されることになっている。

### 東欧某国
ロシアとの軍事的緊張状態が続き、後に交戦する。そのため、ココら武器商人の活動する舞台になっている。軍部は東側装備が中心だが、内務省（旧共産圏のロシアや東欧では軍部を監視する必要から内務省直属の特殊部隊を持っている事が多い）側の特殊部隊はH&K MP5など西側装備中心で武装している。
内務次官（第1集第1話「炎兎」）
声 - 樫井笙人
東欧某国の官僚。自国軍部との対立から、ココ達が輸送してきたMiG-29 ファルクラム三個飛行隊相当の近代化改修キットの通関を妨害。輸送阻止を狙って、ココの車列を特殊部隊「ボスホート6」（Восхо́д：ロシア語で旭日）に襲撃させるも失敗。官房監察委員会に召還され、失脚。
C・K・クロシキン（第1集第2話「ガンメタル・キャリコロード」）
声 - 落合弘治
フリーランスの武器商。主にヨーロッパで活動。諜報員崩れとの噂も（トージョ談）。
Mi-24D ハインドD戦闘ヘリコプター15機を空軍に納入しようと企んだ。しかし、納入の試みは、トージョとバルメの交渉手腕によって撤回される。ココとの交渉はスナイパーチームを配置して臨んだが、逆にココの部隊に制圧され、切り札をなくしたクロシキン本人はヨナに射殺された。
ポルック少佐（第1集第3話 - 第5話「PULSAR」）
声 - 小杉十郎太
第1集の舞台となった、東欧某国のロシア国境付近を担当していると思しき、フライトジャケットを着た細目の佐官。
ココをして「ぬるい顔してやり手」と言わしめる野望溢れる有能な軍人であり、国境紛争に乗じて国境付近の石油パイプラインの利権を掌握しようとしていた。
ココらから対空ミサイル8基を受領するが、レーダーユニットの追加発注をネジ込もうとする。また、実戦に遭遇して「ブルった」キャリア組の上官を、強制的に罷免したか殺害したらしい。
損耗したレーダーユニットを調達したがっているが資金的余裕が無く、後金での契約を渋るココらに武力をちらつかせて強引に調達させようと目論む。ココとCCAT社のメンバー両方に監視役を付けるが、ココ側の監視役はバルメとトージョに拘束され、CCAT社側の監視役はミルドが殺害してしまう。結局紛争はミサイル納入後1日で終わり、生き残る。

### SR班
インドネシアのジャカルタを拠点に活動する、日本の秘密諜報組織。事故死扱いの自衛官50人で構成される。冷戦中にアメリカ国防情報局の要請で創設され、敵国の核開発情報の収集やキューバ高官暗殺などの作戦を成功させてきた。当初は政治的な裏金を活動資金としていたものの、武器取引によって独自の活動資金を調達するまでに発展する。そのため、新興勢力のヘクマティアル家とはライバル関係にあった。長きにわたってヘクマティアルに所在を掴ませず翻弄し続けたために「幽霊」と呼ばれたが、東條の脱退をきっかけとして武器を手に表舞台に出たいという機運が隊員達に高まる。それに対し、指揮官の日野木はある決断を下す。
日野木陽介（ひのきようすけ）
声 - 中村秀利
壮年男性。SR班を率いてきた指揮官で階級は一佐。現役時代は幕僚課程やアメリカ連絡将校も務めたエリート。SR班5代目班長就任に伴い、裏金作りのためのダミー企業「ガンビル通商」の専務に収まる。アメリカからは「日本唯一のスパイマスター」と評され、徹底した隠匿行動でSR班を生き延びさせた。引退後はタイ人の妻（声 - 田中里和）や娘のマナ（声 - 駒形瑠美奈）とともにバハマへ逃亡したが、NSA所属スタージェン少将の情報顧問という肩書で、ある程度の活動は続けている模様。
黒坂（くろさか）
声 - 小松由佳
黒髪長髪の女性工作員。女性ながら前線のメンバーとしてキューバ秘密作戦にも参加しており、撤収中に他のメンバーと口論する東條に対し心配気な目を向けていた。対ヘクマティアル作戦では刺客として単身キャスパーと交渉する様を装い、ベルトに偽装していたウルミ状の仕込み刀による居抜きを放つも、チェキータの超人的な反応に阻止された末、即座に射殺された。
鏑木（かぶらぎ）
声 - 祐仙勇
男性工作員。東條を裏切り者と呼び、SR班の心情を象徴しているような人物。海ほたるPA内においてサプレッサー付きのイングラムM11でヨナらを奇襲するが、東條と正面から撃ち合った末に致命弾を受け死亡した（ただし、東條も右肩に2発喰らうこととなった）。

### 「メルヒェン社」
表面上はドイツ企業のオモチャメーカーであり、ドクター・マイアミこと天田博士が所属している。ココの計画のダミーとしての一面をもち、特に新設された「第二工場」は計画の中枢となる設備である。その屋上には、ココ、天田、バブーリン、レイラが座る4つの椅子が据えられている。
Dr.マイアミ（本名：天田南 / あまだ みなみ。初出：第3集第16話「African Golden Butterflies」）
声 - 豊口めぐみ
東アジア人女性。日本人科学者。ココとは友人で同い年。現在はメルヒェン社の南アフリカ工場に勤めるが、必ずといっていいほど彼女の作る物は軍事転用されてしまう、ロボット技術のスペシャリストである。自分の研究が応用された兵器で人が殺し合うことについて、本人は特に良心の呵責などない模様（「増えすぎだよ、人間」と発言したことも）。また、そのことについて自分では手の尽くしようがないと、3歳児向けのAIロボットのぬいぐるみがミサイルの弾頭に作り変えられたことを例に挙げてモコエナに語っていた。
絶滅危惧種である美しい蝶を個人で追うほどの蝶マニアで、国際的な蝶の愛好団体の幹部である。その知識とロボット技術を応用した蝶型のロボットを傍で浮遊させている。他にも貝拾いや魚釣りなど、自然に触れる遊びを好む趣味を持つ。尚、ココより貝や蝶の方が大事で、約束のすっぽかしは日常茶飯事。
ココに半年後に再会する旨のメモを書き残し、物語より一旦退場。
その後「メルヒェン社第二工場」（ショコラーデ曰く「ドクター・マイアミの牙城」）の完成とともに再登場。「ヨルムンガンド計画」ではココに並ぶ中心人物である。
喫煙者で、銘柄はガラム。バーナーライターを愛用している。
エレナ・バブーリン（初出：第10集第57話「NEW WORLD phase.4」）
声 - 上田麗奈
物理博士、量子光学の権威。おしとやかな雰囲気。J共和国の軍事研究施設に軟禁されていたが、「ヨルムンガンド計画」に必要な人材としてココの部隊により奪取される。その後は、「メルヒェン社第二工場」にてその姿が確認されており、計画の同志となって活動している模様。天田博士達からは「バブちゃん」と呼ばれている。
レイラ・イブラヒム・ファーイザ（初出：第10集第60話「NEW WORLD phase.7」）
声 - 金田アキ
量子物理学博士にして活動家。「情報革命ネットワーク」を立ち上げ、中東ネット界を荒らし回った。様々な密約・機密資料をハッキングにより公開。その巧妙な手口から、「おしゃべりラビット・フット」の異名で呼ばれる。表向きの情報では男性とされるが、28歳の女性。アメリカの非公式収容施設「キャンプ・ノー」に不正規拘束されていたが、「ヨルムンガンド計画」に必要な人材として、ココの部隊に奪取される。ただしココが「おしゃべり」を嫌っているため、やや風当りは強い模様。
性格は非常に享楽的で、量子コンピューターの小型化を天田博士に任された時は子供のように目を輝かせていた。博士曰く「お勉強は得意なのに、頭はパー」。
モコエナ（初出：第3集第16話「African Golden Butterflies」）
声 - 藤原貴弘
黒人男性。ドクター・マイアミの秘書。通称「モコ君」。好奇心の赴くまま奔放に振る舞うドクター・マイアミをサポートする、苦労多き人物。現地ではありふれた名字の様で、現実の南アフリカのスポーツ選手に同姓の人物が多数実在している。
マリーン（初出：第3集第16話「African Golden Butterflies」）
声 - 田中里和
黒人女性。ドクター・マイアミの所属するオモチャメーカー「メルヒェン社」の社員。ドクター・マイアミのアポすっぽかしや不在をひたすら謝る立場。

### UAV競争関係者
ココと商業的に対立。主にヨーロッパ系企業の連合体である。
アマーリア・トロホブスキー（初出：第21話「モンド・グロッソ」）
声 - 高島雅羅
白人女性。フランス人。かつては有名な舞台女優だったが、引退後は兵器ディーラーに転向した。フランスダッソー社所属。中東A国と対立状態にあるヨーロッパB国へユーロ製UAV（無人航空機）を納入する取引を巡り、ロンドン入りしたココと対立することとなる。
資産家であった亡夫から受け継いだ武器関連の資産と人脈を駆使するのに加えて、持前の美貌と機転で常にココより先んじてB国陸空軍の要人を次々と懐柔していく。
終盤にはココが何らかの計画を進めていることを察知していた。
コンサルタント（初出：第21話「モンド・グロッソ」）
声 - 坂巻学
白人男性。アマーリアのボディガード兼秘書的存在。
マリキス（初出：第21話「モンド・グロッソ」）
声 - 浦山迅
ココと親交があるB国軍中佐。アマーリアの策略をココに伝える。その後アマーリアと酒を飲みながら会談していたが、ココの策略によってドイツとスペインがUAVを購入したため、ココと交渉するべく席を立つ。
ナッソス（初出：第23話「モンド・グロッソ Phase 3」）
声 - 風間勇刀
B国の元国営関連企業EAE（ユーロ・エリアル・エンジン）社の専務。ココによって報復としてEAE社の株を大量に公開買い付けされ、対策のためにイギリスを去っていく。報復を目的にスナイパーを派遣するも、ルツのカウンタースナイプで阻止される。
ナッソスの秘書（初出：第23話「モンド・グロッソ Phase 3」）
声 - 中嶋ヒロ
EAE社に所属する女性。ココとアマーリアの交渉時にココへの報復を指揮していたが、バルメによってナイフを突き付けられて阻止される。

### T共和国
バルカン半島における国家の一つ。14世紀からの名残で凄惨な紛争が度々起こり、正規軍に混じって民兵が暴虐を起こしている。
レオン・リビエール（初出：第26話「Dragon Shooter phase.2」）
声 - 堀内賢雄
白人男性。医師。ヘクマティアル分隊がバルカン半島、T共和国X自治区の正規軍宛に122mm砲弾を空輸する際HCLI本部よりねじ込まれる形で同乗する事となった人道支援団体「人権のため発言する医師団（Outspoken Doctors for Human rights：以下ODH）」の医師長。ルツが「『伝説の傭兵』かと思ったぜ」と表現するほど屈強な外見をしているが、性格は至って温厚且つ紳士的で、また搭乗していた輸送機が「バルドラ」によって拿捕された際は、臆することなく機外へ交渉に赴くなどの勇気と大胆さも持ち合わせる。国連など、公な場での発言力があることで有名。
マルグリット・メスナー（初出：第26話「Dragon Shooter phase.2」）
声 - 高梁碧
通称マギー。ODHのメンバーの一人で、若く明朗な女性だが、ヨナのような少年兵を「見慣れました」と発言するあたり、NGO活動の中で多くの事実を目の当たりにしてきたことが窺い知れる。過酷な経験からの物なのか本人の地金なのか、あまり物怖じせずに物を言う。少し変わった思考回路の持ち主。大きな前歯が特徴。
非常に辛辣でもあり、戦争によって権力を肥大させ、犯罪と人殺しを続けるバルドラを「ドラゴン」と形容したココを、（バルドラのような悪さはしないが）「あなたもドラゴンなのでは」と評した。
ドラガン・ニコラヴィッチ（初出：第26話「Dragon Shooter phase.2」）
声 - 松本大
白人男性。T共和国において戦争犯罪を繰り返す民兵組織「バルカン・ドラゴン」（通称「バルドラ」）のリーダー。彼自身も戦争犯罪者として500万ドルの賞金付きで訴追されている。T国軍の将軍の子であり、10歳にして非行に走り、20代には西欧各国を犯罪旅行し、強盗・襲撃・殺人を犯した。投獄されるたびに父親のコネで政治家が助け出し、50を過ぎた今も組織を率いて犯罪を繰り返している。リビエール曰く「世界代表クラスのクソ野郎」。実際の人柄もかなり傲慢で全能感が強い性格のようで、レームには「はしゃいでるトッチャン」、リビエールには「幼稚園児」と呆れられている。ODHを捕縛しインターネット中継での公開処刑をしようとしていたが、ココ達の部隊によって制圧され、その後ココ達の乗った輸送機に攻撃を指示してからリビエールを拉致し逃亡しようとするも、途中でレームらによって阻止され捕らえられる。その身柄はスケアクロウらCIAとの交渉の果てに、彼らが派遣したアメリカ海兵隊に引き渡された（なお、交渉によって賞金500万ドルはすべてHCLI社のものとなっている）。
T共和国空軍大尉（初出：第26話「Dragon Shooter phase.2」）
声 - 金光宣明
ココとの取引相手で、空軍基地の責任者。正規軍の士官だがX自治区での「活躍」をして英雄扱いされているバルドラに頭が上がらず、困り果てている様子が見て取れた。ココの部隊がバルドラを制圧した後は、ココに依頼されて122mm砲を売り渡した。

### エクスカリバー社
イングランドに拠点を置くPMC。低予算で動くが、民間人や場合によってはクライアントでさえ見境無く襲撃するような犯罪者まがいの組織と化している（バルメ曰く「あんな連中は、いないほうが安全」、ワイリ曰く「絵に描いたような外道」）。HCLI本社からココ分隊の車列を警備する業務を請け負ったが、その途中で無関係な民間人の車を銃撃したため解雇された。その後、逆恨みと身代金目当てでココ分隊を襲ったものの、あっさり返り討ちにされ壊滅。
ナザル
声 - 梅津秀行
エクスカリバー社の通訳。粗暴な他の社員達と違ってかなり常識的な感覚の持ち主だが、実はイラク人による別組織のメンバーであり、漁夫の利を得るため(？)半月もの間エクスカリバー社に潜入していた。同社とココ分隊による戦闘のどさくさに紛れ、同社のオペレーターだった英国政府高官の息子の身柄を確保し、迎えに来た仲間達の車で去っていった。
イラク人のトラック運転手
声 - 不明
エクスカリバー社のオペレーター達にハイウェイで拉致され、身体に爆薬を巻きつけられてココ達の前へ突き出されたが、ワイリに爆薬を外されて事無きを得る（その爆薬は、後で同社の社長へ巻きつけ、エクスカリバー社の生き残りの前で起爆された）。ナザルが去った後、彼の代わりにHCLI社のトラックを運転した。
エクスカリバー社のオペレーター達
声 - 川原慶久、後藤光祐、倉持竜也、志賀麻登佳
過剰なタトゥーや卑猥なジョークを好み、戦争や殺人を安易に考えている粗暴な輩ばかり。装備もAKS-47やRPD軽機関銃、テクニカルに据え付けたブローニングM2重機関銃など、狙撃手が使用していたバレットM82を除けばゲリラ側と大差無い武器しか持っていない。
ココの車列を警備していたグループを指揮していたリーダー格の男は、サングラスをかけ常にタバコを咥えている。銃を撃ちたがっていた仲間のオペレーター達に、たまたま通りかかった民間人の車を蜂の巣にするよう指示した。解雇される直前、「ここはイラクだ」と嘯いた事もあって、ココに「山賊」と蔑まれる。その後警備していたチームが丸ごと追撃班となり、現地警察と話をつけておとなしく去っていくフリをしてココ分隊を襲撃するが、レームに狙撃されて真っ先に死亡。
エクスカリバー社の社長は待ち伏せ班の指揮官として現地でオペレーター達の攻撃に参加するが、自分達が仕掛けていたIEDがワイリの手でいつの間にか近くに移動されており、彼がそれを起爆したのに巻き込まれ負傷。その後ナザルの機転とワイリの「そのまんま返し」で人間爆弾にされ、追撃班の残りのオペレーター共々爆殺された。

## 用語
HCLI社
国際的武器運送会社。「H&C Logistics Incorporated」が正式名称。「海運の巨人」ことフロイド・ヘクマティアルとその親族を中心に経営されている。
武器運送の他に民間軍事会社を子会社として保有しており（社長はレーム）、特殊部隊出身の精鋭をはじめとしたオペレーター達がHCLI社社員を護衛している。また、投資銀行「ヘクマトI・B（インベスティメント・バンク）」も保有しており、UAV競争における公開株買い付けに使われた。
連載初期には「H&Cロジスティックス」とも書かれたことがある。
Hek.GG
ヘクマティアル・グローバル・グリッド＝HCLI社が提唱する次世代総合兵站・指揮通信システムパッケージ。全世界海上コンテナ輸送網と126個の衛星による「衛星測定補助システム」によって、どんな軍隊でも格安で海外展開能力を向上でき、すでに海外展開能力を持ちえる軍隊でも予算を大幅に削減することができるようになる。
スポークスマンとしてこれを発表したキャスパーは「（本社と衛星と物流のパッケージングにより）将来的に武器商人が要らなくなる」と内申では貶していた。
第三次世界大戦
ココが戦場を渡り歩いた結果、近い将来発生すると目測した戦争。ヨルムンガンド計画が分隊メンバーへ発表された2年後に新ソ連が誕生した後、アフリカにおける大規模な紛争とロンドンなどヨーロッパの先進国におけるテロ活動という形で、世界中が戦いの渦に巻き込まれていった。
ヨルムンガンド計画
連載当初より示唆されていた、ココの企てる計画。Hek.GG用に打ち上げられた126個の衛星と、天田博士達が開発中である量子コンピュータを用い、「強制的世界平和」を実現させると同時に多世界へのリンクも可能とする計画。これによりココは新世界を構築する力を得た。
具体的にはまず、軍事・交通・通信を問わず「空の利用」を全世界同時に禁止する（その際に犠牲となる人命は、70万人とされる。なお、飛行禁止以外の物流、ライフライン停止などで犠牲となる人命に関しては考慮されていない）。その後、空・海・陸の順に全人類の行動を制限し、地球上の流通を強制的に停止することで、軍事と人間を切り離すという。ソフト的な側面として、「自らの愚かさで空を失った、人類の『恥の意識』が争いを失くす」とココは考えていた。
ココ達が動きを大きくしたことから、CIAら他の組織も計画を察知。また、米軍が誇る「戦術データリンク」になんの形跡も残さずハッキングした時点で、量子コンピュータは完成目前と判断された。
ココが分隊メンバーにこの計画を明かした2年後、世界が「第三次世界大戦前夜」と評される中で、第二の量子コンピュータが衛星軌道上へ打ち上げられ、システムは完成。そして、ヨナの帰還と同時にヨルムンガンドは発動し、物語は終焉を迎えた。

## 劇中に登場するアイテム及び兵器（銃火器除く）
イリジウム衛星携帯電話
物語の要所要所でたびたび登場。物語をスムーズに廻してくれるキーアイテムである。
海上輸送コンテナ
商品である兵器を含む様々な物を輸送・受け渡しするシーンにたびたび登場。
ボルボSファミリー
第1話よりたびたび登場。右ハンドル仕様で防弾改造が施されている。テレビアニメ版では左ハンドル仕様。南アフリカに置き去りにされてしまったが、物語終盤に再登場。
VL ミカミサイル
第11話で海上にてキャスパーのコンテナ船からココ達に引き渡された「商品」。アフリカ某国が顧客となる。
オンタリオ Mk.3
バルメの愛用するナイフ。
エマーソン・カランビット
「滅びの丘」でバルメが使用しているカランビットタイプのフォールディングナイフ。
オンタリオ パラシューテイスト
バルメが使用。トロホブスキーとの交渉時、干渉してきたスナイパーの指令役の女性が装着していた電子装備のコードを切断した。
コールドスチール OSS
ミルドがバルメとの戦闘時に放ったダガーチックのナイフ。普段は腰につけている。直後、説教モードに突入したバルメによって背の届かない木の枝に投げ捨てられた。なお、アニメではOSSではなく、オンタリオ社のマチェットになっている。
オンタリオ マチェット
ミルドがバルメとの戦闘の際に距離を取りつつ振り回して使用したマチェット。普段は背中に二本つけている。アニメでは上記のコールドスチール OSSではなく、このマチェットを放っている。
6kh3
ヨナがガスードと副司令を殺害した際にテープで手に巻きつけて使用していた銃剣。
オンタリオ タクティカルミッションダイビングナイフ(Ontario Tactical Mission Dive Knife)
チェキータが使用。
ハンヴィー
第1話でボスホート6が使用。
MiG-29 ファルクラム
第1話において東欧某国の空軍の主力戦闘機として登場。本機3個飛行隊分の近代化改修キットを巡る攻防が展開される。
ペトリオットミサイル
ホンダ・CR-V
ドバイにて、オーケストラの攻撃をしのぐためにやむなく大破する。
フォルクスワーゲン・トゥアレグ
CR-Vの後継。第14話「海路」より登場。キーを渡されたウゴは感涙するほど喜ぶ。
デネル・オリックス（Denel Oryx）ヘリコプター
第15話で海賊が使用。劇中では80mm ロケット弾ポッドを装備しており、マオとレームのM134 ミニガンにより撃墜される。
ハインドシリーズ
D型・V型・スーパー Mk.5の3種が登場。
An-12 カブ
HCLI社保有機。Dragon Shooter編に登場。フレア・IRジャマーなど、対赤外線装備を補強している。
SA-9 ガスキン
BRDM-2に、短距離SAMを搭載したもの。民兵組織バルドラがこの車両と自走式対空砲（中国製APCベース）、携帯SAM（9K32）による簡易な防空コンプレックスでココのAn-12撃墜を試みるが失敗。マオにより打ち出された122mmのフレシェット弾により発射基地をまるごと壊滅させられた。
D-30 122mm榴弾砲
Dragon Shooter編クライマックスでマオがAn-12からフレシェット弾を発射する。
B-52 ストラトフォートレス
ココがHCLIに命じて使用させ、イラク北部に潜伏したヘックスを爆撃するために使用。CIAが情報を把握していないため、一体どのような経路で入手したのか一切分からない代物。
AUCHENTOSHAN Square YRS 18 OLD
アールの墓にココが手向けた高級スコッチ・ウィスキー。生産元のオーヘントッシャン  は、唯一ローランド・スコッチ伝統の3回蒸留を行っている蒸留所。劇中登場の18スクエアは、日本国内での輸入小売相場が8万円をゆうに超える。
2K22 ツングースカ
アニメ最終話で、ロケットの打ち上げ基地近くでロシア軍戦闘機と戦っている。機関砲による弾幕を張るもミサイルによって撃破される。
Su-37 フランカーE2
ツングースカと戦っている戦闘機。ツングースカを撃破後、ココの打ち上げたロケットを見守っている。
メルセデス・ベンツ・Mクラス
ナザルの仲間が使用。
フォード・F-150
エクスカリバー社のオペレーター達が使用。機関銃を搭載し、テクニカルに改造されている。
ルノー・コレオス
エクスカリバー社のオペレーター達が使用。

## 既刊
1. 2006年11月17日発売 ISBN 4-09-157069-0
2. 2007年4月19日発売 ISBN 978-4-09-157089-5
3. 2007年10月19日発売 ISBN 978-4-09-157109-0
4. 2008年4月18日発売 ISBN 978-4-09-157128-1
5. 2008年10月30日発売 ISBN 978-4-09-157150-2
ex:5巻特装版（2008年10月17日発売）ISBN 978-4-09-159063-3（ミニ画集「Ricochet」付初回限定版）
6. 2009年4月17日発売 ISBN 978-4-09-157174-8
7. 2009年10月17日発売 ISBN 978-4-09-157190-8
8. 2010年5月20日発売 ISBN 978-4-09-157215-8
9. 2011年2月28日発売 ISBN 978-4-09-157258-5
ex:9巻特装版（2011年2月16日発売）ISBN 978-4-09-941705-5（ドラマCD付）
10. 2011年12月19日発売 ISBN 978-4-09-157297-4
11. 2012年4月24日発売 ISBN 978-4-09-157305-6

台湾では『軍火女王』の題名で臺灣東販出版より、香港・マカオ版は『Jormungand -軍販-』の題名でJade Dynastyより発刊。なお、香港版は18歳未満への販売譲渡等を禁ずる旨が帯に記載されている。

## テレビアニメ
2012年4月から6月まで独立局ほかにて第1期が、同年10月から12月まで第2期『ヨルムンガンド PERFECT ORDER』（ヨルムンガンド パーフェクト・オーダー）がそれぞれ放送された。第2期放送前には『ヨルムンガンド PERFECT ORDER放送直前 第1期総集編』（ヨルムンガンド パーフェクト・オーダーほうそうちょくぜん だいいっきそうしゅうへん）が放送された。
第1期・第2期共に第1話では冒頭のナレーションを森山周一郎が担当した。

### スタッフ
- 原作 - 高橋慶太郎 (小学館「月刊サンデーGX」連載)
- プロデューサー - 小倉充俊、岡本順哉、岩佐岳
- 監督 - 元永慶太郎
- シリーズ構成・脚本 - 黒田洋介
- 設定考証 - 白土晴一
- キャラクターデザイン・総作画監督 - 中村和久
- 銃器デザイン - 森賢
- プロップデザイン - 岩畑剛一
- 特効監修 - 谷口久美子
- 美術監督 - 高峯義人
- 美術設定 - 青木薫
- 色彩設計 - 佐藤美由紀
- 撮影監督 - 染谷和正
- 3Dディレクター - 相馬洋
- 編集 - 後藤正浩
- 音響監督 - えびなやすのり
- 音楽 - 岩崎琢[注 5]
- 音楽プロデューサー - 西村潤
- 音楽制作 - ジェネオン・ユニバーサル・エンターテイメント
- アニメーションプロデューサー - 吉川綱樹
- アニメーション制作 - WHITE FOX
- 製作 - ヨルムンガンド製作委員会 (ジェネオン・ユニバーサル・エンターテイメント、小学館)

### 主題歌
第1期
オープニングテーマ「Borderland」
作詞・歌 - 川田まみ / 作曲 - 中沢伴行 / 編曲 - 高中崎伴武矢
エンディングテーマ
「Ambivalentidea」
作詞・歌 - やなぎなぎ / 作曲・編曲 - bermei.inazawa
「白くやわらかな花」（第4話）
作詞・歌 - やなぎなぎ / 作曲・編曲 - bermei.inazawa

挿入歌
「TOSCA-VISSI D'ARTE VISSI D'AMORE」（第4話）
Composer - GIACOMO PUCCINI / Licnced by NICHION SOUNDS LIBRARY
「Meu mundo amor」（第12話）
作詞・歌 - Silvio Anastacio / 作曲・編曲 - 岩崎琢
「Time to Attack」
次回予告他、随所で劇中音楽として使用される。第2期ではRemixバージョンも併用。
作詞・ラップ - Santa / 作曲・編曲 - 岩崎琢

第2期
オープニングテーマ「UNDER/SHAFT」
作詞・歌 - 黒崎真音 / 作曲・編曲 - R・O・N
第19話ではエンディングテーマとして使用。
エンディングテーマ
「ラテラリティ」
作詞・歌 - やなぎなぎ / 作曲・編曲 - 藤田淳平
「真実の羽根」（第15話）
作詞・歌 - やなぎなぎ / 作曲・編曲 - bermei.inazawa
「虹航海」（第24話）
作詞・歌 - かの香織 / 作曲・編曲 - 岩崎琢
オリジナル・サウンドトラック内では"Your Rainbow"として収録。

### 各話リスト
| 話数  | サブタイトル                       | 絵コンテ            | 演出           | 作画監督                                                 |
| 第1期 | 第1期                              | 第1期               | 第1期          | 第1期                                                    |
| ----- | ---------------------------------- | ------------------- | -------------- | -------------------------------------------------------- |
| #01   | ガンメタル・キャリコロード         | 元永慶太郎          | 元永慶太郎     | 中村和久                                                 |
| #02   | PULSAR                             | 岩畑剛一            | 川越崇弘       | 池上太郎                                                 |
| #03   | ムジカ・エクス・マキーナ phase.1   | 若林漢二            | 若林漢二       | 木宮亮介、武藤信宏                                       |
| #04   | ムジカ・エクス・マキーナ phase.2   | にいどめとしや      | 小林公二       | いがりたかし                                             |
| #05   | Vein                               | おざわかずひろ      | おざわかずひろ | 中田正彦                                                 |
| #06   | African Golden Butterflies phase.1 | 村川健一郎          | 土屋浩幸       | 松原一之                                                 |
| #07   | African Golden Butterflies phase.2 | 岩畑剛一            | 川越崇弘       | 池上太郎                                                 |
| #08   | モンド・グロッソ                   | 笹嶋啓一            | 若林漢二       | 川田剛                                                   |
| #09   | Dragon Shooter phase.1             | おざわかずひろ      | おざわかずひろ | 中田正彦                                                 |
| #10   | Dragon Shooter phase.2             | 石山タカ明 岩畑剛一 | 土屋浩幸       | 武藤信宏、森賢 いがりたかし、池上太郎 中田正彦、中村和久 |
| #11   | 滅びの丘 phase.1                   | 岩畑剛一            | 小林公二       | 木宮亮介                                                 |
| #12   | 滅びの丘 phase.2                   | 元永慶太郎          | 元永慶太郎     | 池上太郎、中田正彦 中村和久                              |
| 第2期 |                                    |                     |                |                                                          |
| #13   | 天を仰ぐ蛇                         | 岩畑剛一            | 元永慶太郎     | 中田正彦                                                 |
| #14   | Dance with Undershaft phase.1      | 岩畑剛一            | 若林漢二       | 川田剛                                                   |
| #15   | Dance with Undershaft phase.2      | 元永慶太郎          | 元永慶太郎     | 池上太郎                                                 |
| #16   | キャスパーとヨナ                   | おざわかずひろ      | おざわかずひろ | 木宮亮介                                                 |
| #17   | 嘘の城 phase.1                     | 笹嶋啓一            | 津田義三       | 金二星                                                   |
| #18   | 嘘の城 phase.2                     | 村川健一郎          | 土屋浩幸       | 中田正彦                                                 |
| #19   | Pazuzu                             | おざわかずひろ      | 小林公二       | 武藤信宏                                                 |
| #20   | NEW WORLD phase.1                  | 岩畑剛一            | 土屋浩幸       | 中村和久、川田剛                                         |
| #21   | NEW WORLD phase.2                  | 村川健一郎          | 小林公二       | 木宮亮介、森賢                                           |
| #22   | NEW WORLD phase.3                  | 岩畑剛一            | 土屋浩幸       | 池上太郎                                                 |
| #23   | ウォーモンガー                     | おざわかずひろ      | おざわかずひろ | 中田正彦                                                 |
| #24   | 恥の世紀                           | 元永慶太郎          | 元永慶太郎     | 中村和久                                                 |

### 放送局
| 放送地域     | 放送局             | 放送期間                       | 放送日時           | 放送系列         | 備考                             |
| 第1期        | 第1期              | 第1期                          | 第1期              | 第1期            | 第1期                            |
| ------------ | ------------------ | ------------------------------ | ------------------ | ---------------- | -------------------------------- |
| 東京都       | TOKYO MX           | 2012年4月10日 - 6月26日        | 火曜 24:30 - 25:00 | 独立局           |                                  |
| 京都府       | KBS京都            | 2012年4月10日 - 6月5日         | 火曜 25:00 - 25:30 | 独立局           |                                  |
| 京都府       | KBS京都            | 2012年6月12日 - 6月26日        | 火曜 25:15 - 25:45 | 独立局           |                                  |
| 神奈川県     | tvk                | 2012年4月10日 - 6月26日        | 火曜 25:30 - 26:00 | 独立局           |                                  |
| 愛知県       | テレビ愛知         | 2012年4月10日 - 6月26日        | 火曜 25:30 - 26:00 | テレビ東京系列   |                                  |
| 日本全域     | BS11               | 2012年4月11日 - 6月27日        | 水曜 24:00 - 24:30 | BS放送           | ANIME+枠                         |
| 兵庫県       | サンテレビ         | 2012年4月11日 - 6月27日        | 水曜 24:35 - 25:05 | 独立局           |                                  |
| 日本全域     | AT-X               | 2012年4月13日 - 6月29日        | 金曜 11:00 - 11:30 | アニメ専門CS放送 | リピート放送あり                 |
| 第1期 総集編 |                    |                                |                    |                  |                                  |
| 東京都       | TOKYO MX           | 2012年10月2日                  | 火曜 24:30 - 25:00 | 独立局           |                                  |
| 兵庫県       | サンテレビ         | 2012年10月2日                  | 火曜 24:35 - 25:05 | 独立局           |                                  |
| 神奈川県     | tvk                | 2012年10月2日                  | 火曜 25:30 - 26:00 | 独立局           |                                  |
| 愛知県       | テレビ愛知         | 2012年10月2日                  | 火曜 25:35 - 26:05 | テレビ東京系列   |                                  |
| 京都府       | KBS京都            | 2012年10月2日                  | 火曜 25:35 - 26:05 | 独立局           |                                  |
| 日本全域     | BS11               | 2012年10月3日                  | 水曜 24:00 - 24:30 | BS放送           | ANIME+枠                         |
| 日本全域     | AT-X               | 2012年10月5日                  | 金曜 23:30 - 24:00 | アニメ専門CS放送 | リピート放送あり                 |
| 第2期        |                    |                                |                    |                  |                                  |
| 東京都       | TOKYO MX           | 2012年10月9日 - 12月25日       | 火曜 24:30 - 25:00 | 独立局           |                                  |
| 兵庫県       | サンテレビ         | 2012年10月9日 - 12月25日       | 火曜 24:35 - 25:05 | 独立局           |                                  |
| 京都府       | KBS京都            | 2012年10月9日 - 12月25日       | 火曜 25:00 - 25:30 | 独立局           |                                  |
| 神奈川県     | tvk                | 2012年10月9日 - 12月25日       | 火曜 25:30 - 26:00 | 独立局           |                                  |
| 愛知県       | テレビ愛知         | 2012年10月9日 - 12月25日       | 火曜 25:35 - 26:05 | テレビ東京系列   |                                  |
| 日本全域     | BS11               | 2012年10月10日 - 12月26日      | 水曜 24:00 - 24:30 | BS放送           | ANIME+枠                         |
| 日本全域     | AT-X               | 2012年10月12日 - 12月28日      | 金曜 23:30 - 24:00 | アニメ専門CS放送 | リピート放送あり                 |
| 日本全域     | バンダイチャンネル | 2012年10月12日 - 12月28日      | 金曜 25:00 更新    | ネット配信       | 1週間限定無料配信                |
| 日本全域     | ニコニコ生放送     | 2012年10月18日 - 2013年1月3日  | 木曜 25:00 - 25:30 | ネット配信       |                                  |
| 日本全域     | ニコニコチャンネル | 2012年10月19日 - 2013年1月4日  | 金曜 26:00 - 26:30 | ネット配信       |                                  |
| 日本全域     | バンダイチャンネル | 2012年10月26日 - 2013年1月11日 | 金曜 24:00 更新    | ネット配信       | 第1話無料 個別課金による有料配信 |

## WEBラジオ
『ラジオ ムンムンガンド』は、2012年4月13日から2013年1月11日までHiBiKi Radio Stationで配信されていたラジオ番組。隔週金曜日配信。全20回。
パーソナリティ
- 伊藤静（ココ 役）、田村睦心（ヨナ 役）

ゲスト
- #3（2012年5月17日） - 小山剛志（師匠 役）
- #5（2012年6月8日） - 川田まみ
- #6（2012年6月22日） - 岩崎琢
- #9（2012年8月3日） - 石塚運昇（レーム 役）
- #10（2012年8月17日） - 四宮豪（マオ 役）
- #11（2012年8月31日） - 勝沼紀義（ウゴ 役）
- #13（2012年9月28日） - 羽多野渉（ルツ 役）
- #14（2012年10月12日） - 松風雅也（キャスパー 役）
- #15（2012年10月26日） - 小西克幸（アール 役）
- #16（2012年11月9日） - 黒崎真音
- #17（2012年11月23日） - 箭内仁（トージョ 役）

## レザーマンとのコラボレーション
LEATHERMAN TOOL MUTにHCLIと刻んだマルチツールを限定で出した。価格は当時のレートで1万5,000円前後。現在は生産、販売共に終了している。